# Pitkäsaari (ö i Finland, Södra Karelen, Villmanstrand)
Pitkäsaari är en ö i Finland. Den ligger i sjön Saimen och i kommunen Villmanstrand i den ekonomiska regionen  Villmanstrands ekonomiska region  och landskapet Södra Karelen, i den södra delen av landet, 220 km nordost om huvudstaden Helsingfors. Öns area är 0,9 hektar och dess största längd är 270 meter i nord-sydlig riktning.